# Platysaurus lebomboensis
Platysaurus lebomboensis (лубомбійська пласка ящірка) — вид ящірок родини поясохвостів (Cordylidae). Мешкає в Південній Африці.

## Поширення і екологія
Лубомбійські пласкі ящірки мешкають в горах Лубомбо на території Південно-Африканської Республіки, на сході Есватіні і на півдні Мозамбіку. Вони живуть в тріщинах серед ріолітових скель, оточених саванами. Зустрічаються на висоті від 600 до 800 м над рівнем моря.